# Beccariola bakeri
Beccariola bakeri es una especie de coleóptero de la familia Endomychidae.

## Distribución geográfica
Habita en Luzon (Filipinas).